# До Марколино, Алан
Фабрис-Алан до Марколино (фр. Fabrice-Alan Do Marcolino; родился 19 марта 2002, Анже) — габонский футболист, нападающий клуба «Ренн» и сборной Габона.

## Клубная карьера
До 2015 года выступал за молодёжную команду клуба «Лаваль», после чего присоединился к футбольной академии «Ренна». В апреле 2022 года подписал с клубом свой первый профессиональный контракт. 1 февраля 2023 года дебютировал в основном составе «Ренна» в матче французской Лиги 1 против «Страсбура», выйдя на замену Амину Гуири.

## Карьера в сборной
4 июня дебютировал за сборную Габона в матче против сборной Демократической Республики Конго.

## Личная жизнь
Родился в Либревиле в семье футболиста Фабриса до Марколино, который провёл 57 матчей за сборную Габона.